# شتات فيهلن
اشتات ولهن (بالألمانية: Stadt Wehlen) هي قرية و بلدة ألمانية تقع في ألمانيا في سويسرا السكسونية-جبال الخام الشرقية ‏. يقدر عدد سكانها بـ 1,724 نسمة .

## المدن التوأمة
مدن برنكسل كويز، فانغن إم آلغوي و تروختلفينغن هي مدن توأمة لـاشتات ولهن.